# Интегральная индивидуальность
Интегра́льная индивидуа́льность — подход к изучению природы темперамента, согласно которому индивидуальность понимается как сложный, междисциплинарный объект исследования, не сводящийся к сумме своих частей. Теория интегральной индивидуальности впервые введена В. С. Мерлиным. Теория известна и признана не только в российской психологии, но и в зарубежной академической психологии.
Подход Мерлина схож с позициями школы Теплова — Небылицына, однако эти две школы не являются оппозиционными, а дополняют друг друга. Отличием концепции Мерлина является то, что внимание сосредоточено не на индивидуальных измерениях темперамента, а на комплексах его свойств.

## Уровни интегральной индивидуальности
Мерлин различал следующие уровни интегральной индивидуальности.
- Биохимический
- Общесоматические (например, анатомо-морфологические)
- Нейродинамические (например, свойства нервной системы)
- Психодинамические (например, свойства темперамента, эмоционально-волевые свойства)
- Психические свойства личности (например, направленность личности, качества личности, содержательные отношения личности с её окружением)
- Социально-психологические (например, социальные роли)
- Социально-исторический[2]